# Sollicitudo omnium ecclesiarum (Pius VII.)

Wappen Papst Pius’ VII.

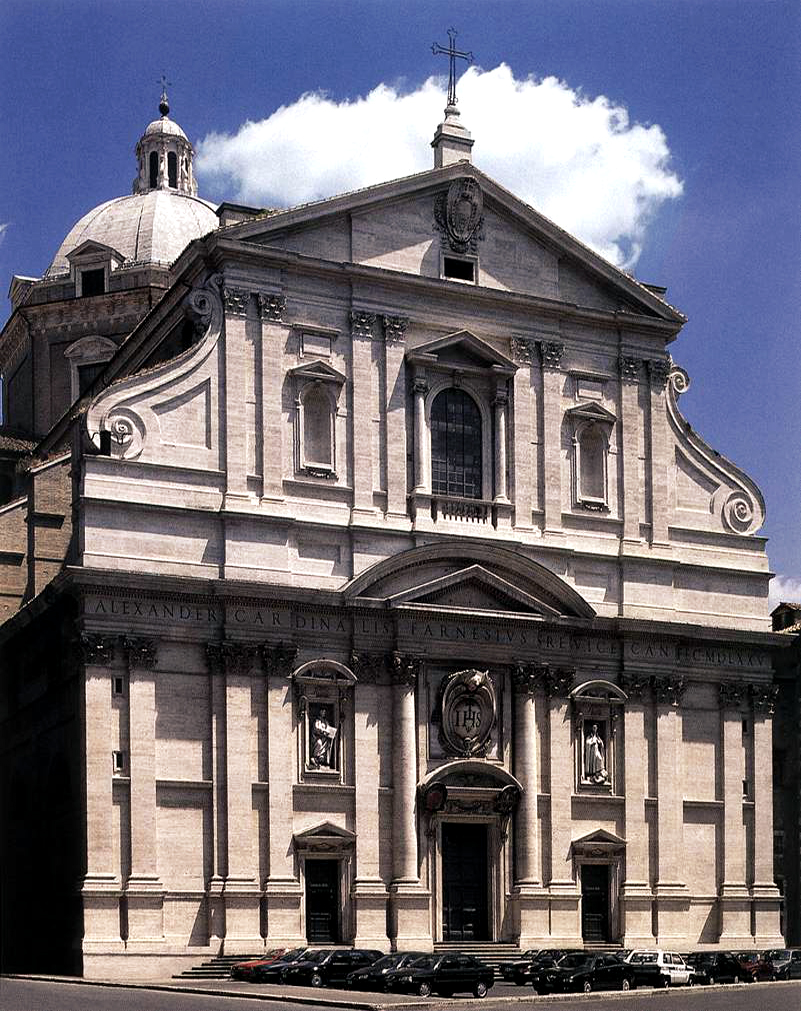
Il Gesù in Rom – Mutterkirche des Jesuitenordens

Mit der päpstlichen Bulle „Sollicitudo omnium ecclesiarum“ (lat.: Sorge um alle Kirchen) vom 7. August 1814 wurde durch Papst Pius VII. auf der ganzen Welt der Jesuitenorden wiederhergestellt. Nach dessen Aufhebung durch Papst Clemens XIV. am 21. Juli 1773 durch das Breve Dominus ac Redemptor hatte Pius VII. zunächst 1801 im Russischen Reich und in Neapel den Jesuitenorden wieder eingesetzt. 
Am 7. August 1814 zelebrierte Papst Pius VII. in der Kirche Il Gesù zu Rom, die dem Gründer des Jesuitenordens, dem Heiligen Ignatius von Loyola geweiht ist, die heilige Messe. Im Anschluss ließ er die Bulle verlesen, die den Orden für den ganzen Erdkreis wiederherstellte.